# Шандор Матраи
Шандор Матраи (мађ. Mátrai Sándor; Нађсенаш, 20. новембар 1932 — Будимпешта, 30. мај 2002), право име Шандор Магна, био је мађарски фудбалер.
Током клупске каријере играо је за Ференцварош. Одиграо је 81 утакмицу замађарску фудбалску репрезентацију од 1956. до 1967. године, а учествовао је на ФИФА-ином светском првенству 1958. године, ФИФА-ином светском првенству 1962. године, Купу европских нација 1964. године и ФИФА-ином светском првенству 1966. године.